# Barranquilla

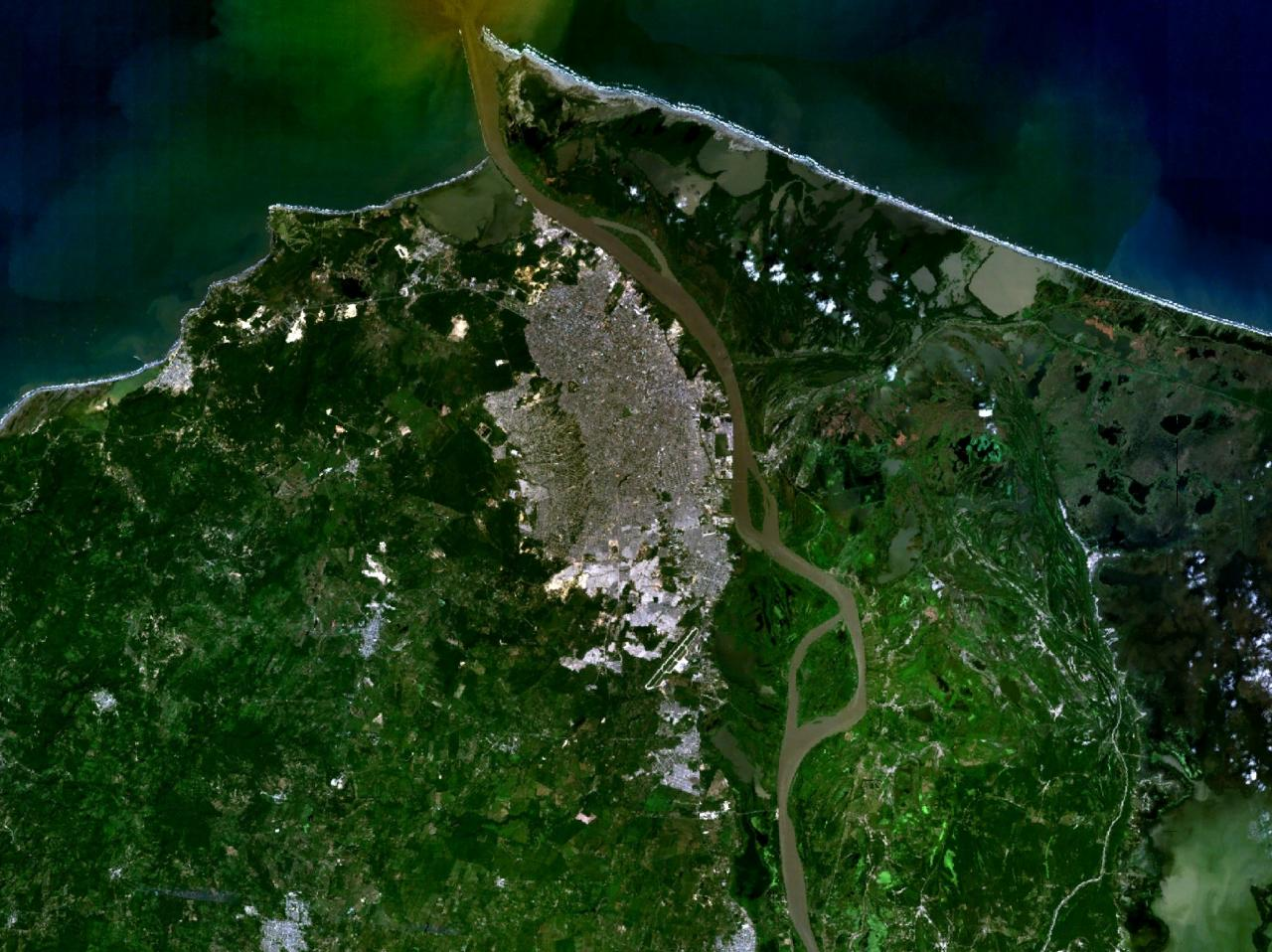
Satellietfoto Barranquilla

Barranquilla [bɐrɑŋki'a] is een stad en gemeente met ruim 1,1 miljoen inwoners in het noorden van Colombia. Het is de hoofdstad van het departement Atlántico. De stad ligt aan de rivier de Magdalena, op een afstand van 12,9 km van de Caraïbische Zee. Barranquilla is de grootste stad van Colombia aan de Caraïben. De scheepsbouw levert veel werkgelegenheid op. Daarnaast worden in de stad textiel, glas, parfum, bier en suiker vervaardigd.
Barranquilla werd gesticht in 1629, maar was een onbeduidende tropische stad tot de 19e eeuw, toen mensen de rivier gingen bevaren en er spoorwegen werden gebouwd die de stad verbonden met andere steden in het gebied. De haven werd vergroot in de jaren 1920 en de stad groeide spoedig Cartagena voorbij.
In Barranquilla zijn een internationale luchthaven en zes universiteiten gevestigd.

## Carnaval
Het carnaval van Barranquilla staat sinds 2003 vermeld op de Lijst van Meesterwerken van het Orale en Immateriële Erfgoed van de Mensheid.

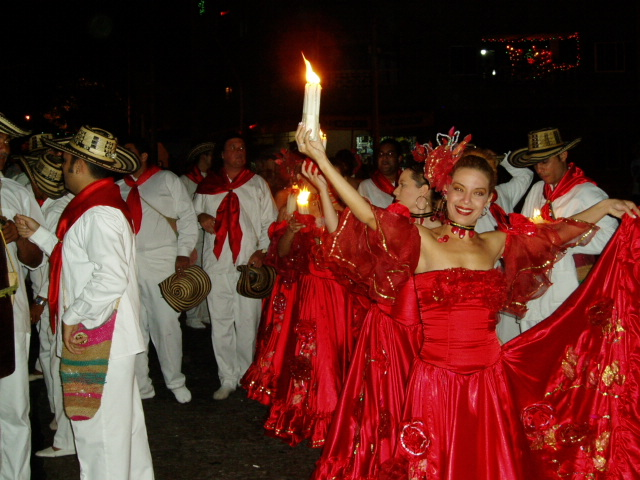
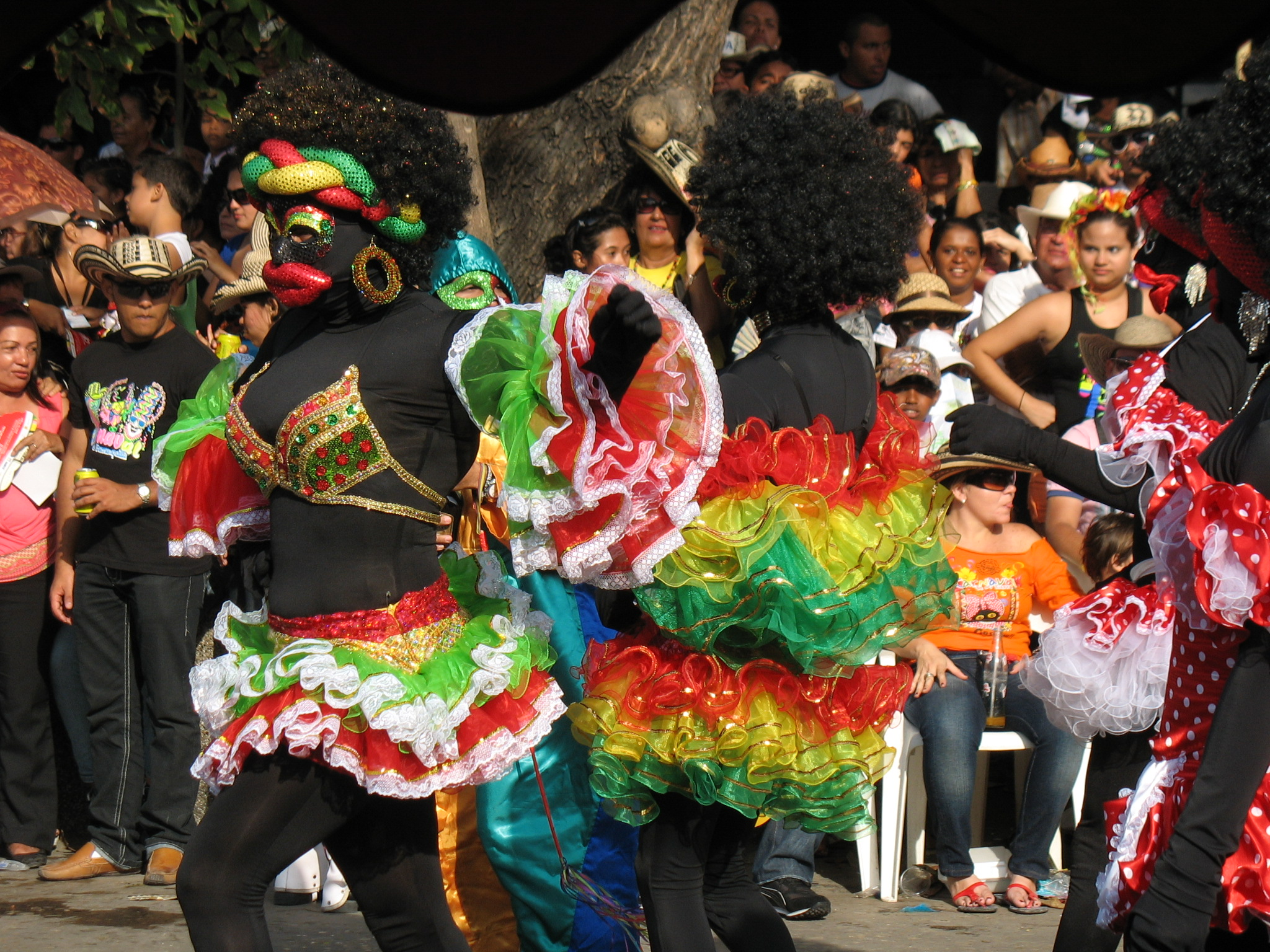
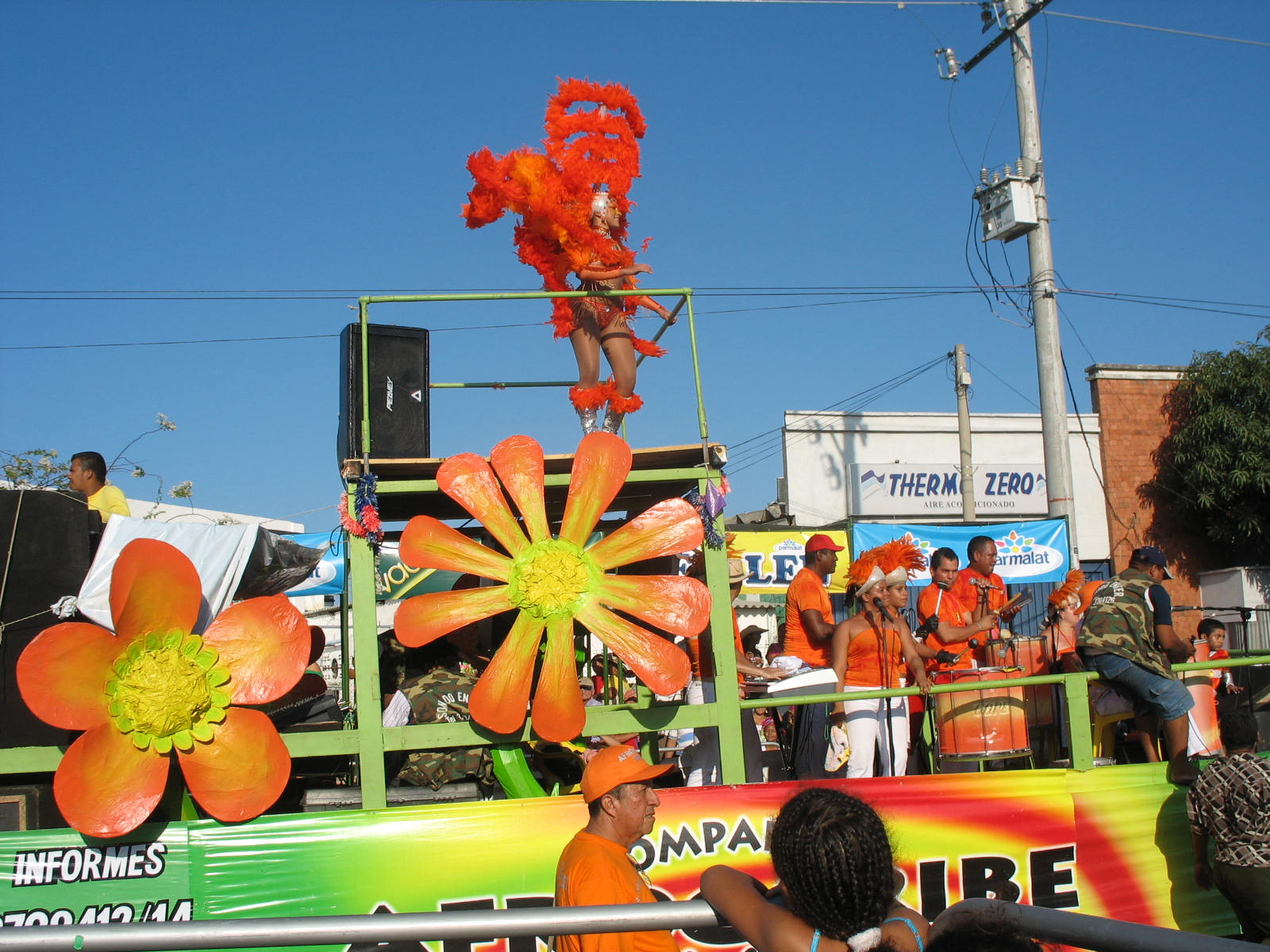
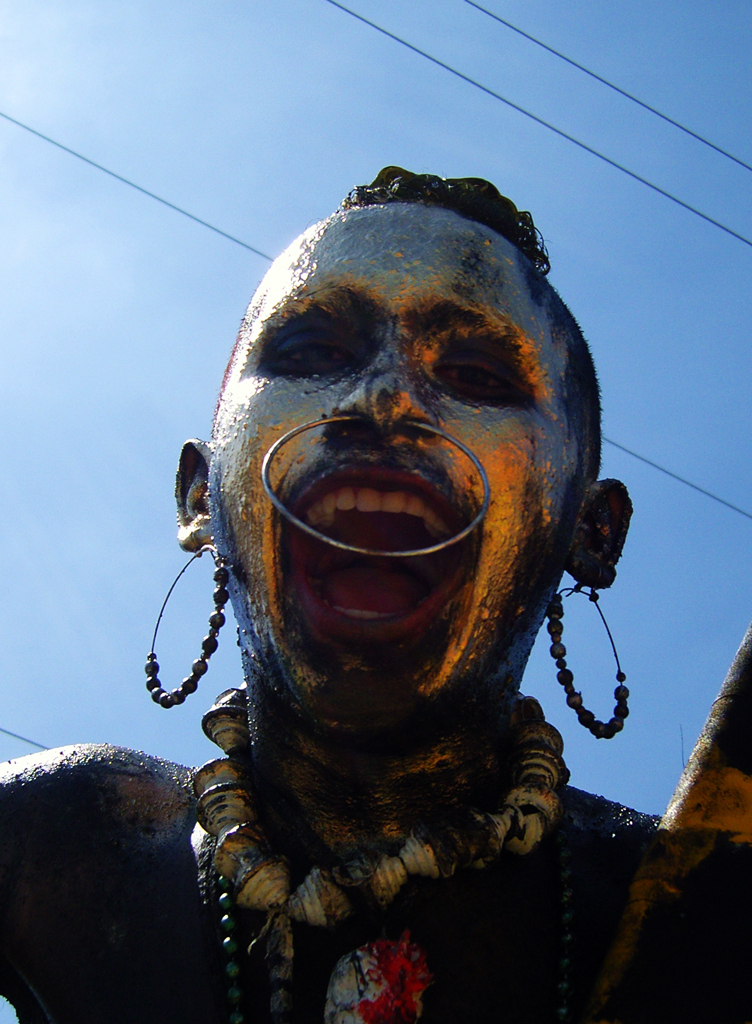
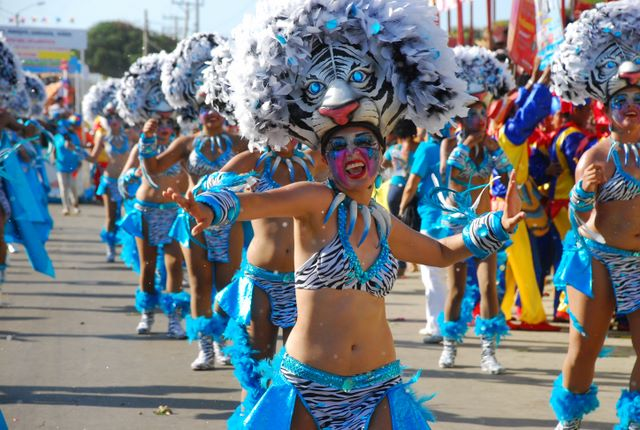
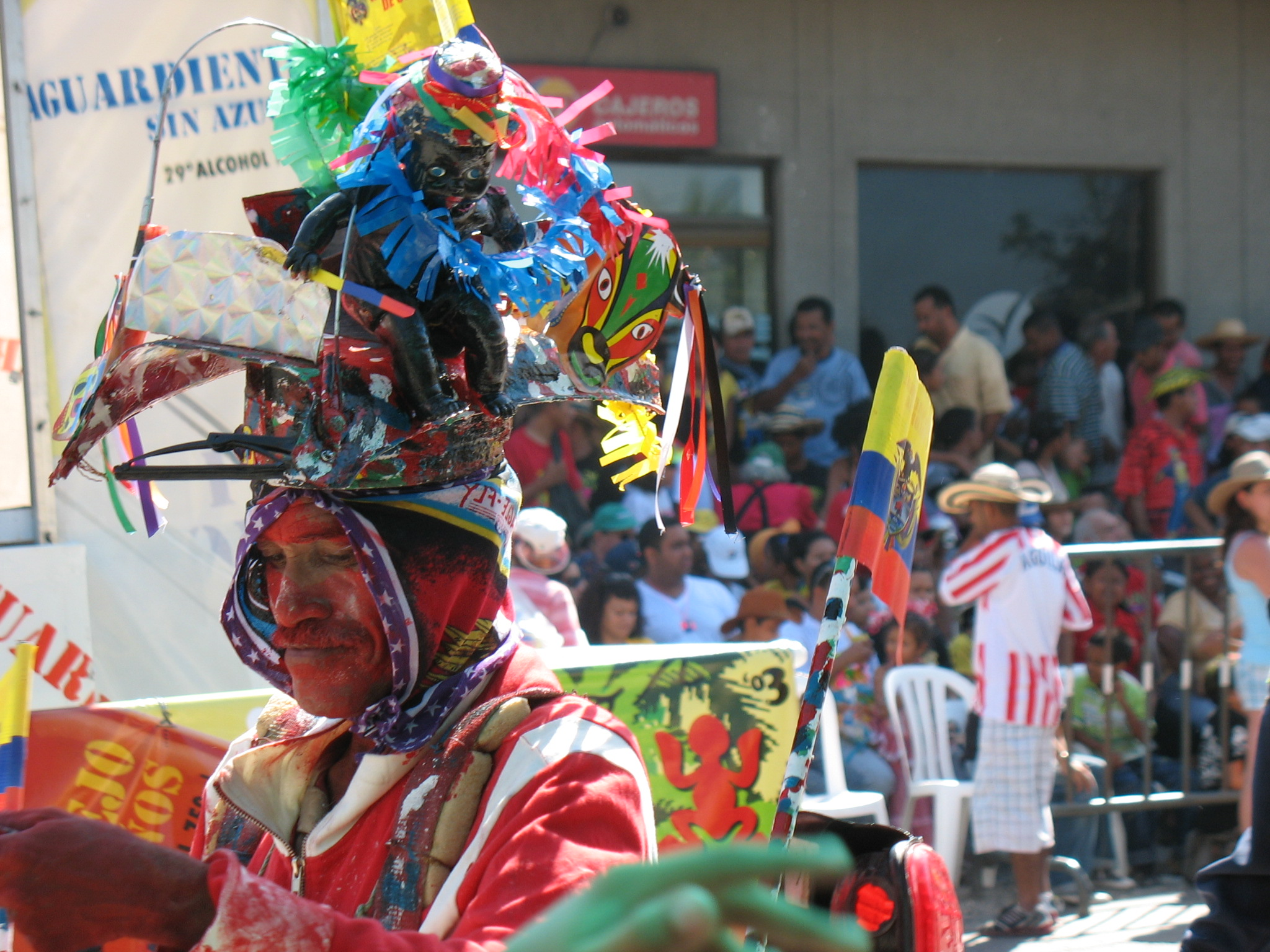

## Sport
Het grootste voetbalstadion van Barranquilla is het Estadio Metropolitano Roberto Meléndez, de thuishaven van voetbalclub Atletico Junior. Ook de nationale ploeg van Colombia speelt hier geregeld interlandwedstrijden. De maximumcapaciteit van de voetbaltempel bedraagt 49.612 toeschouwers. Het stadion was gastheer van onder meer de strijd om de Copa América 2001 en het WK voetbal –20 in 2011. Het complex is sinds 1991 vernoemd naar de Colombiaanse voetbalheld Roberto Meléndez.

## Bekende inwoners van Barranquila

### Geboren
- Efraín Sánchez (1926-2020), voetballer en voetbalcoach
- Alexis Mendoza (1961), voetballer en voetbalcoach
- Wilson Pérez (1967), voetballer
- Alex Comas (1971), voetballer
- Iván Valenciano (1972), voetballer
- Sofía Vergara (1972), actrice en fotomodel
- Oswaldo Mackenzie (1973), voetballer
- Víctor Pacheco (1974), voetballer
- Orlando Maturana (1975), voetballer
- Shakira (1977), zangeres
- Hayder Palacio (1979), voetballer
- Isa Mebarak (1981), zangeres
- Macnelly Torres (1984), voetballer
- Teófilo Gutiérrez (1985), voetballer
- Carlos Bacca (1986), voetballer
- Rafael Santos Borré (1995), voetballer